# Imperatriz do Forte
A Associação Cultural Social Esportiva Grêmio Recreativo Escola de Samba Imperatriz do Forte é uma escola de samba brasileira, localizada no bairro Forte São João, na cidade de Vitória, Espírito Santo. Foi fundada em 15 de dezembro de 1972.

## História
A escola de samba Imperatriz do Forte foi fundada em 15 de dezembro de 1972, por Iraci Martins, Maria da Penha Cabral (Baita); Jorge Carlos de Oliveira; Paulo José Coelho; (Guri); Sebastião da Silva (Sabará), dentre outros que organizaram e montaram o primeiro estatuto da escola. Seu nome foi decidido da seguinte forma: os fundadores gostariam de homenagear uma grande escola de samba do Rio de Janeiro, e resolveram fazer um sorteio. A escolhida neste sorteio foi a Imperatriz Leopoldinense, sendo o "Forte" na denominação, uma referência ao bairro da escola. Já o verde e o rosa são uma referência à Estação Primeira de Mangueira.
Após o longo período de parada dos desfiles capixabas, a verde e rosa do Forte São João voltou a desfilar em 1999, na avenida Jerônimo Monteiro, até o ano de 2002, quando consagrou-se campeã juntamente com o Pega no Samba, ao empatarem nas notas de todos quesitos. A partir de 2002 as escolas passam a desfilar no Sambão do Povo, onde desfilam até hoje.
De 1999 a 2007 a agremiação teve como como seu barracão, um espaço da antiga casa da cultura situada no início da Jerônimo Monteiro, em 2007 quando a UFES retomou o prédio. A agremiação então, para não ficar sem local, instalou-se no espaço do telecentro espaço situado na Rua General Calmon, 155 - Forte São João, Vitória - ES, 29017-150. Que fora doado as entidades comunitárias do bairro Forte São João, incluindo nesta a entidade a maior cultura do bairro com representatividade municipal, estadual e nacional.
Em 2008, foi a 2º colocada no Grupo B, equivalente à segunda divisão da cidade, mas com a fusão dos grupos, passou ao Grupo Especial (único) em 2009. Já em 2010 a escola apresentou um enredo sobre o Líbano, que foi divido em quatro setores. O primeiro destes representou a antiga civilização Fenícia, e no carro abre-alas saiu o grande destaque da escola, o embaixador do Líbano. O samba possuía uma melodia bonita e foi bem cantado pelo público, porém possuía alguns erros de concordância. Por fim, a escola terminou na nona colocação, permanecendo no Grupo Especial, num ano em que ocorreram diversas polêmicas na apuração. 
Para 2012, a agremiação cantou sobre os 60 anos do SESI, enredo do carnavalesco Oswaldo Garcia.
Para o carnaval 2013, a escola optou por homenagear, seu reduto, o bairro de Forte São João, como o enredo "Sou guerreiro, sou forte, sou Imperatriz". Porém, a agremiação mudou de ideia, e apresentou o enredo "100 anos do Parque Moscoso"
Em 2016, a escola "Áfrika: do berço da humanidade ao santuário milenar da sabedoria", com uma nova diretoria, a Imperatriz busca o titulo tão esperado por todos da agremiação.
Em 2017, foi vice-campeã com o enredo "Gran Circo Imperatriz anuncia: Venha se divertir no picadeiro da emoção!"
Em 2018, a verde e rosa foi campeã, trazendo no enredo a fé como tema principal, a Imperatriz do Forte entrou na avenida com pinta de quem veio para disputar o título com vontade e não só fazer uma apresentação. Com o enredo “Sou Imperatriz, sou Capixaba com fé”.
Em 2024, a escola cantou lindamente sobre sobre sua própria história na avenida, com o enredo "Nascido em berço forte, pra sempre um eterno aprendiz", e foi campeã do grupo de acesso, assim, desfilará no grupo especial em 2025.

## Carnavais
| Ano | Colocação | Grupo | Enredo | Carnavalesco | Intérprete | Ref.         |
| --- | --- | --- | --- | --- | --- | ------------ |
| 1974 | | | Lendas do Apiacá | | | [ 5 ]        |
| 1975 | | | | | |              |
| 1976 | | | | | |              |
| 1977 | | | | | |              |
| 1978 | | | | | |              |
| 1979 | | | | | |              |
| 1980 | | | | | |              |
| 1981 | | | | | |              |
| 1982 | | | | | |              |
| 1983 | | | | | |              |
| 1984 | | | Delírio de um sonho. O dia em que o Penedo falou | | | [ 5 ]        |
| 1985 | | | Serpente da chuva, acima da coroa dos reis só Deus | | | [ 5 ]        |
| 1986 | 11º lugar | Acesso A | Treze, sorte ou azar | | | [ 5 ]        |
| 1987 | | | | | |              |
| 1988 | | | | | |              |
| 1989 | | | | | |              |
| 1990 | | | | | |              |
| 1991 | | | | | |              |
| 1992 | | | | | |              |
| Entre 1993 e 1997 não houve desfile oficial                                                                            | | | | | |              |
| 1998 | A escola de samba não desfilou                                                                                         | A escola de samba não desfilou                                                                                         | A escola de samba não desfilou | A escola de samba não desfilou                                                                                         | A escola de samba não desfilou                                                                                         |              |
| 1999 | Desfile não competitivo                                                                                                | Grupo Especial | A Festa do Senhor do Bonfim Compositores: Jarbinha do Contorno e Rosinha | | | [ 6 ]        |
| 2000 | Desfile não competitivo                                                                                                | Grupo Especial | Vilão Farto Compositores: Lourival das Neves, Lauro, Jarbinha e Carlinhos do Cavaco | | | [ 6 ]        |
| 2001 | Desfile não competitivo                                                                                                | Grupo Especial | Aquarius, Um Grito de Paz | | | [ 6 ]        |
| 2002 | 3º lugar | Grupo Especial | Batalhas e Vitórias - Saldanha, 100 anos de glórias | Osvaldo Garcia e Alex Santiago                                                                                         | |              |
| 2003 | 5º lugar | Grupo Especial | De porto em porto, Vitória do Espírito Santo | Osvaldo Garcia e Alex Santiago                                                                                         | |              |
| 2004 | Desclassificada da disputa                                                                                             | Grupo Especial | Abram alas para o teatro: hoje o palco é nosso Compositores: Choroca, Mazinho e Vanilton | | |              |
| 2005 | 8º lugar | Grupo Especial | Uma viagem feliz, no rodeio agronegócio da Imperatriz Compositor: Francisco Velasco | Osvaldo Garcia e Alex Santiago                                                                                         | Kleber Simpatia |              |
| 2006 | 4º lugar | Acesso A | Lendas, mistérios e magias. O Furdúncio da Imperatriz | Osvaldo Garcia e Alex Santiago                                                                                         | Kleber Simpatia |              |
| 2007 | 4º lugar | Acesso A | Tutti Buona gente, em terras capixabas Baco é rei da folia | Osvaldo Garcia e Alex Santiago                                                                                         | |              |
| 2008 | Vice-campeã | Acesso A | Presidente Kennedy. De Portugal a Batalha, ecoam os tambores da Imperatriz, na qual o Eldorado se espalha | Osvaldo Garcia e Alex Santiago                                                                                         | |              |
| 2009 | 9º lugar | Grupo Especial | Delírio de um sonho, o dia em que o Penedo falou | Osvaldo Garcia e Alex Santiago                                                                                         | Marcinho Diola |              |
| 2010 | 9º lugar | Grupo Especial | Adonai El Líbano: Plantai em todas as terras a árvore do amor | Osvaldo Garcia e Alex Santiago                                                                                         | Marcinho Diola |              |
| 2011 | 8º lugar | Grupo Especial | Do barro a surgir, num toque moldar. Num ladrilho a história a arte criar | Osvaldo Garcia | Marcinho Diola |              |
| 2012 | 8º lugar | Grupo Especial | SESI 60 anos: Vira Mundo Gera Vida Compositores: Leley do Cavaco, Renilson Rodrigues e Gustavo Fernando | Osvaldo Garcia | Marcinho Diola |              |
| 2013 | 9º lugar | Grupo Especial | 100 anos do Parque Moscoso Compositores: Leley do Cavaco, Renilson Rodrigues e Gustavo Fernando. | Osvaldo Garcia | Marcinho Diola |              |
| 2014 | Vice-campeã | Grupo Especial | Aduanas... Tudo para o Rei, tudo para o Estado, tudo pela Nação Compositores: Diego Nicolau, Thiago Brito e Dílson Marimba | Osvaldo Garcia | Wander Show | [ 7 ]        |
| 2015 | 4º lugar | Grupo Especial | Imperatriz dá o tom "FAMES 60 anos" uma metamorfose musical | Sandro de Oliveira | Wander Show | [ 8 ]        |
| 2016 | 6º lugar | Acesso A | Áfrika: do berço da humanidade ao santuário milenar da sabedoria | Flávio Campelo | Wander Show | [ 9 ] [ 10 ] |
| 2017 | Vice-campeã | Acesso A | Gran Circo Imperatriz anuncia: Venha se divertir no picadeiro da emoção | Alex Santiago | Ricardinho Oliveira | [ 11 ]       |
| 2018 | Campeã | Acesso A | Sou Imperatriz, sou Capixaba com fé! | Alex Santiago | Artur "Xuxa" Kadratz                                                                                                   | [ 12 ]       |
| 2019 | 6º lugar | Grupo Especial | Navegando nas Correntezas da História. A Imperatriz Vem Vestida de Azul Compositores: Gigi da Estiva, Gustavinho Oliveira, Rafael Tinguinha, Caio Alves e Danilo Garcia                                                           | Alex Santiago | Ricardinho Oliveira | [ 13 ]       |
| 2020 | 6º lugar | Grupo Especial | Das terras de Vila Rica à Vila Nova do Espírito Santo: Imperatriz engalanada apresenta a rota imperial de São Pedro D’Alcântara. Compositores: Gigi da Estiva, Gustavinho Oliveira, Danilo Garcia, Rafael Tinguinha e Caio Alves. | Flávio Campelo | Vinícius Moraes |              |
| Inicialmente adiados para o mês de julho, os desfiles do Carnaval 2021 foram cancelados devido a pandemia de Covid-19. | Inicialmente adiados para o mês de julho, os desfiles do Carnaval 2021 foram cancelados devido a pandemia de Covid-19. | Inicialmente adiados para o mês de julho, os desfiles do Carnaval 2021 foram cancelados devido a pandemia de Covid-19. | Inicialmente adiados para o mês de julho, os desfiles do Carnaval 2021 foram cancelados devido a pandemia de Covid-19. | Inicialmente adiados para o mês de julho, os desfiles do Carnaval 2021 foram cancelados devido a pandemia de Covid-19. | Inicialmente adiados para o mês de julho, os desfiles do Carnaval 2021 foram cancelados devido a pandemia de Covid-19. | [ 14 ]       |
| 2022 | 7º lugar | Grupo Especial | Em busca do dez Compositores: Roberth Melodia, Wagner Mariano, Fernando Brito, Leandro Maciel, Alex do Cavaco, Carlos Jarjura, Jotapê, João Vidal e Vlad AKS                                                                      | Márcio Puluker | Fernando Brito | [ 15 ]       |
| 2023 | 5º lugar | Acesso A | Mas Será o Benedito? Compositores: André Diniz, Artur Kadratz e Rafael Mikaiá | Vitor Vasale e Victor Faria                                                                                            | Alessandro Tiganá |              |
| 2024 | Campeã | Acesso A | Nascido em berço forte, pra sempre um eterno aprendiz Compositores: Lucas Donato, Gustavinho Oliveira, Dodô Ananias e Rafael Tubino                                                                                               | Cássio Carvalho | Lucas Donato |              |
| 2025 | 7º lugar | Grupo Especial | Só Quem Sabe Onde é Luanda, Saberá Lhe Dar Valor Compositores: Thiago Meiners, Lucas Donato, Dodô Ananias, Gustavinho Oliveira e Rafael Tubino                                                                                    | Rodrigo Meiners | Dodô Ananias | [ 16 ]       |
| 2026 | | Grupo Especial | Xirê: Festejo às Raízes | Marcus Paulo | | [ 17 ]       |

## Segmentos

### Presidentes
| Nome                                   | Mandato   | Ref.   |
| -------------------------------------- | --------- | ------ |
| Luiz Moraes                            | ?-2015    | [ 7 ]  |
| Wander Caldeira Portilho "Wander Show" | 2015-2016 | [ 10 ] |
| Vanilton Silva                         | 2016-2017 | [ 11 ] |
| Gilson Barcelos "Xará"                 | 2017-2018 | [ 12 ] |
| Gilson Barcelos "Xará"                 | 2019      |        |
| Artur Kadratz                          | 2022-2023 |        |
| Daniel Gomes                           | 2023      |        |
| Daniel Gomes                           | 2024-2028 |        |

### Diretores
| Ano  | Diretor Executivo | Diretor de Carnaval            | Diretor de Harmonia | Ref.   |
| ---- | ----------------- | ------------------------------ | ------------------- | ------ |
| 2014 |                   | Robson Henrique                |                     |        |
| 2016 |                   | Elídio Netto                   |                     | [ 10 ] |
| 2017 |                   | Elídio Netto e Robson Henrique |                     | [ 11 ] |
| 2018 |                   | Elídio Netto                   |                     | [ 12 ] |
| 2019 |                   | Comissão de carnaval           |                     |        |
| 2022 |                   | Elídio Netto                   |                     |        |
| 2023 |                   | Rivelino Teixeira              | Elder Alves         |        |
| 2024 | Rafael Lima       | Ronielli Silva                 | Yuri Miguel         |        |
| 2025 | Rafael Lima       | Elídio Netto                   | Yuri Miguel         |        |

### Coreógrafo
| Período   | Nome                             | Ref.          |
| --------- | -------------------------------- | ------------- |
| 2014-2015 | Elídio Neto                      | [ 18 ]        |
| 2016      | Laudenir Martins "Lalau Martins" | [ 19 ] [ 10 ] |
| 2017      | Mauro Marques "Maurinho"         | [ 11 ]        |
| 2018-2021 | Luciano Coelho                   | [ 12 ]        |
| 2022-2023 | Vinicius Couti                   |               |
| 2024      | Luciano Coelho                   |               |
| 2025      | Ewander Rocha e Patrick Cadette  |               |

### Mestre-sala e Porta-bandeira
| Período | Nome                                 | Ref.   |
| ------- | ------------------------------------ | ------ |
| 2014    | Diego e Vanessa                      | [ 20 ] |
| 2016    | Rodrigo França e Naninha             | [ 10 ] |
| 2017    | Daniel Fraga e Milena Mendonça       | [ 11 ] |
| 2018    | Daniel Fraga e Gabriela              | [ 12 ] |
| 2019    | Daniel Fraga e Kamilly Silva         |        |
| 2022    | Júlia Mariano e Vinícius Costa       |        |
| 2024    | Rodrigo Mattos e Thais Oliveira      |        |
| 2025    | Thiaguinho Mendonça e Amanda Poblete |        |

### Bateria
A bateria da Imperatriz do Forte é conhecida como "Berço do Samba"

#### Mestres
| Período   | Mestre                   | Diretor Geral    | Ref. |
| --------- | ------------------------ | ---------------- | ---- |
| 2014-2015 | Renatinho                |                  |      |
| 2016-2023 | Vitor Rocha              |                  |      |
| 2024      | Julian Silva             | Eduardo Bagulhão |      |
| 2025-2026 | Vitor Rocha e Amon Lucas | Eduardo Bagulhão |      |

#### Corte da Bateria
| Período   | Rainha           | Madrinha         | Ref.          |
| --------- | ---------------- | ---------------- | ------------- |
| 2004-2010 |                  | Stael Magesk     | [ 9 ]         |
| 2009-2013 | Josiane Monteiro | Stael Magesk     | [ 21 ]        |
| 2014-2015 | Thays Martins    | Stael Magesk     | [ 20 ]        |
| 2016-2017 | Bryce Caniçali   | Stael Magesk     | [ 10 ] [ 11 ] |
| 2018-     | Lays Casarini    | Natália Lima     | [ 12 ]        |
| 2019      | Lays Casarini    | Josiane Monteiro |               |
| 2022      | Ana Lúcia        |                  |               |
| 2023      | Patrícia Telles  |                  |               |
| 2024      | Izabella Azevedo |                  |               |

## Títulos
| Títulos da Imperatriz do Forte | Títulos da Imperatriz do Forte | Títulos da Imperatriz do Forte | Títulos da Imperatriz do Forte | Títulos da Imperatriz do Forte |
| Divisão                        | Divisão                        | Títulos                        | Carnavais                      | Referências                    |
| ------------------------------ | ------------------------------ | ------------------------------ | ------------------------------ | ------------------------------ |
|                                | Segunda Divisão                | 2                              | 2018 e 2024                    |                                |